# Robin Lakoff
Robin Tolmach Lakoff [leɪkɒf] (* 27. November 1942 in Brooklyn, New York City, USA) ist eine Professorin für Sprachwissenschaft (Linguistik) an der University of California, Berkeley. Ihrem 1975 erschienenen Buch Language and Woman’s Place wird oft zugeschrieben, das Verhältnis von Sprache und Gender als Forschungsobjekt in der Linguistik und anderen Disziplinen etabliert zu haben.

## Leben und Wirken
Lakoff wurde 1942 in Brooklyn im Bundesstaat New York geboren.

### Beruflicher Werdegang
Lakoff erwarb einen B.A. am Radcliffe College, einen M.A. an der Indiana University und einen Doktorgrad an der Harvard University. Seit 1972 unterrichtet sie an der University of California, Berkeley.
Als Studentin am Radcliffe College (in Cambridge, Massachusetts) besuchte Lakoff als Gasthörerin Noam Chomskys Kurse am Massachusetts Institute of Technology (MIT) und knüpfte Beziehungen zum MIT Linguistics Department. Während Chomsky und seine Studierenden zu dieser Zeit die Generative Transformationsgrammatik schufen, untersuchten Lakoff und andere Linguisten, wie äußere Zusammenhänge die Struktur der Sprache beeinflussen.

### Sonstiges
Lakoff schreibt regelmäßig für die Huffington Post. Lakoff erhielt US-weite Aufmerksamkeit für einen Kommentar in der US-Zeitschrift Time mit dem Titel Hillary Clinton’s Emailgate Is an Attack on Women.
Sie war mit dem Linguisten George Lakoff verheiratet.

## „Language and Woman’s Place“ (1973)
Lakoffs Arbeit Language and Woman’s Place von 1973 (1975 als Buch veröffentlicht) führte viele Ideen über Frauensprache in das Feld der Soziolinguistik ein, die inzwischen oft Binsenweisheiten sind. Ihre Arbeit hat viele verschiedene Ansätze angeregt, wie Sprache und Gender untersucht werden können, auch über nationale, Klassen- und ethnische Grenzen hinweg. Sie trug dazu bei, die Gender-Defizit-Hypothese zu etablieren, und gab den Anstoß zur Gründung der Fachdisziplin der Genderlinguistik.
Lakoff schlug in dem Werk vor, Frauensprache von Männersprache durch eine Reihe von Eigenschaften zu unterscheiden:
1. Heckenausdrücke (hedges): Phrasen wie “sort of, kind of, it seems like” (in der Art von, es scheint als ob)
2. leere Adjektive: “divine, adorable, gorgeous” (göttlich, bewundernswert, prachtvoll)
3. überhöfliche Formen: “would you mind…? If it’s not too much to ask…, is it o.k if…?” (würde es dir etwas ausmachen? Wenn es nicht zuviel verlangt ist…, ist es in Ordnung, wenn…)
4. mehr Entschuldigungen: “I’m sorry, but I think that…” (es tut mir leid, aber ich glaube, dass…)
5. weniger häufig sprechen
6. Flüche oder Kraftausdrücke vermeiden
7. Refrainfragen (tag questions): “you don’t mind eating this, do you?” (es macht dir nichts aus, dies zu essen, nicht war?)
8. hyperkorrekte Grammatik und Aussprache: Verwendung von prestigeträchtiger Grammatik and klarer Aussprache
9. indirekte Bitten: “wow, I’m so thirsty” (wirklich, ich bin so durstig) – eigentlich eine angedeutete Aufforderung, ein Getränk zu reichen
10. „kursives“ Sprechen (speak in italics): Verwendung des Tonfalls, um bestimmte Wörter hervorzuheben, etwa: “so, very, quite” (so, sehr, ziemlich)

Lakoffs Arbeit ist bekannt dafür, dass sie – neben Gender – auch die soziale Klasse, Machtverhältnisse und soziale Gerechtigkeit beachtet. Lakoff entwickelte das „Höflichkeitsprinzip“ (politeness principle), in dem sie drei Maximen entwarf, denen in der Regel in Interaktionen gefolgt wird: Dränge dich nicht auf, gib dem Empfänger eine Wahl und lasse den Empfänger sich gut fühlen. Sie erklärte, dass diese Maximen in einer guten Interaktion von höchster Bedeutung seien. Wenn ein Sprecher diese Maximen nicht einhält, wird er betrachtet als „die Maximen wissentlich missachtend“.

## „The Language War“ (2000)
Lakoffs Buch The Language War von 2000 ist eine sprachwissenschaftliche Diskursanalyse damals aktueller Themen. Sie behandelt dabei Gebiete wie die Nominierung von Clarence Thomas zum Richter am Obersten Gerichtshof der Vereinigten Staaten, den Strafprozess gegen O. J. Simpson, die Lewinsky-Affäre oder das Phänomen der politischen Korrektheit (political correctness). Lakoff diskutiert jedes Thema vor dem Hintergrund der allgemeinen These, dass Sprache selbst ein politisches Schlachtfeld darstelle.

## Veröffentlichungen (Auswahl)
- Robin Lakoff: Language in Context. In: Language. Band 48, Nr. 4, Linguistic Society of America, Dezember 1972, S. 907–927 (PDF: 703 kB, 22 Seiten auf pbworks.com).
- The logic of politeness; or, minding your P’s and Q’s. In: C. Corum u. a. (Hrsg.): Papers from the Ninth Regional Meeting of the Chicago Linguistics Society.  Department of Linguistics, University of Chicago, Chicago 1973, S. 292–305.
- Language and Woman’s Place. In: Language and Society. Band 2, USA 1973, S. 45–80 (PDF: 1,4 MB, 37 Seiten auf stanford.edu).
  - Language and Woman’s Place. Harper and Row, New York 1975.
  - zusammen mit Mary Bucholtz: Language and Woman’s Place. Oxford University Press, Oxford 2004, ISBN 0-19-516757-0.

- What you can do with words: Politeness, pragmatics and performatives. In: Andy Rogers u. a. (Hrsg.) Proceedings of the Texas Conference on Performatives, Presuppositions and Implicatures. Center for Applied Linguistics, Arlington 1977, S. 79–106 (Konferenzpapiere vom März 1973; Info).
- zusammen mit Mandy Aftel: When talk is not cheap. Warner Books, New York 1985, ISBN 0-446-30070-5.
- zusammen mit J. Coyne: Talking Power. Basic Books, New York 1990, ISBN 0-465-08358-7.
- Father knows best: the use and abuse of therapy in Freud’s case of Dora. Teachers College Press, New York 1993, ISBN 0-8077-6266-0.
- The Language War. University of California Press, Berkeley 2000, ISBN 0-520-22296-2.
- Identity à la carte: you are what you eat. In: Anna DeFina u. a. (Hrsg.): Discourse and Identity. Cambridge University Press, Cambridge 2006, ISBN 978-0-521-54191-6.